# Келли, Гари
Га́ри Ке́лли (англ. Gary Kelly; 9 июля 1974, Дроэда, Ирландия) — ирландский футболист, выступал на позиции правого защитника. В составе национальной сборной Ирландии провёл 52 матча, участник чемпионатов мира 1994 и 2002 годов.
Всю свою клубную карьеру провёл в английском клубе «Лидс Юнайтед», за который сыграл 531 матч. Стал первым игроком клуба, который в XXI веке перешагнул полутысячный рубеж игр. На нынешний момент Келли занимает восьмое место по количеству матчей за всю историю клуба.

## Ранние годы
Гари родился 9 июля 1974 года в ирландском городе Дроэда. Он был самым младшим ребёнком из тринадцати детей семьи Келли.

## Футбольная карьера
Ирландец начинал играть в футбол на позиции нападающего и достаточно успешно выступал в этом амплуа за молодёжные составы клубов «Дроэда Юнайтед» и «Хоум Фарм». Однако, когда Келли перешёл в «Лидс Юнайтед», главный тренер «павлинов», Говард Уилкинсон, быстро разглядел в Гари задатки хорошего защитника и перевёл его на правый фланг обороны.
Дебют ирландца в «Юнайтед» состоялся в сезоне 1991/92, однако следующие два года ему пришлось завоёвывать место в основном составе клуба. В 1993 году Келли стал постоянно играть на правом фланге защиты, иногда выходя на позиции центрального защитника. К концу сезона Гари удостоился вызова в национальную сборную Ирландии, в составе которой 23 мая 1994 года дебютировал в товарищеском матче со сборной России, 29 мая в своей четвёртой игре за «парней в зелёном» защитник забил первый мяч в сборной, поразив ворота сборной Германии. В составе ирландцев Гари поехал на чемпионат мира 1994 в США, где сыграл два матча. В прессе троицу, состоявшую из Келли и его друзей-ровесников, Фила Бэбба и Джейсона Макатира, сразу же окрестили как «три амигос», намекая на то, что они являются закадычными приятелями, а также самыми молодыми футболистами в великовозрастной сборной «зелёных».
В сезоне 1997/98 в возрасте 23-х лет Гари избрали капитаном «Лидс Юнайтед».
В следующем футбольном году Келли получил тяжёлую травму — перелом малоберцовой кости. Из-за этого повреждения он был вынужден пропустить весь сезон. Впоследствии эта травма мучала его на протяжении всей его футбольной карьеры.
Гари не сдался, набрав в сезоне 1999/2000 отличную форму, он вновь завоевал место в основном составе «павлинов», несмотря на серьёзную конкуренцию со стороны Дэнни Миллза — защитника сборной Англии, купленного «Лидсом» летом 1999 года.
В мае 2002 года Келли вывел «павлинов» с капитанской повязкой на выставочный матч с шотландским «Селтиком». Все доходы от этого поединка были переданы в благотворительные фонды по борьбе с раковыми болезнями — в частности, детский в Лидсе и общеирландский в Дроэде. Матч был инициирован и организован самим Гари в память о его сестре Мэнди, скончавшейся от онкологического заболевания в 1998 году. Поединок собрал аудиторию в 26 440 человек.
В этом же году Келли представлял ирландскую сборную на мировом чемпионате, где отыграл все четыре матча команды на этом турнире. Проведя за «парней в зелёном» 52 встречи и забив 2 гола, 26 сентября 2003 года Гари объявил о завершении международной карьеры.
25 февраля 2006 года, сыграв матч за «Юнайтед» против «Лутон Таун», Гари стал десятым футболистом в истории «Лидса», которому покорился рубеж в 500 игр за клуб.
Первую половину своего 16-го сезона за «павлинов» Келли провёл уверенно, регулярно выходя в стартовом составе команды. Затем однако ирландец повздорил с новым президентом «белых», Кеном Бейтсом, и наставником «Лидса», Деннисом Уайзом. 26 октября 2006 года Уайз объявил, что он снимает с Гари обязанности вице-капитана команды, назначив на эту должность Шона Дерри. После этого ирландец заявил, что покинет клуб по окончании сезона.
После последнего домашнего матча сезона 2006/07 легенды «Лидса», такие как Пол Рини, Аллан Кларк, Мик Джонс и Фрэнк Уортингтон, вручили Келли хрустальную вазу в знак признательности от всех людей, причастных к клубу, за его верную шестнадцатилетнюю карьеру в «Юнайтед». После того, как Гари покинул «павлинов», он решил закончить карьеру футболиста.

## Личная жизнь
Келли является родным дядей другого знаменитого футболиста «Лидс Юнайтед», Иана Харта. Они вместе играли за йоркширский клуб, а также защищали цвета Ирландии на чемпионате мира 2002 года.
В сентябре 2010 года Гари вместе со своим братом Джимом предстал перед судом за нападение на трёх человек.

### Шутник
В свою бытность игроком «Лидса» и сборной Ирландии Келли получил репутацию шутника. В частности, многие игроки «Юнайтед» вспоминают шутку Гари над будущей поп-звездой группы «Westlife», Никки Бирном, который в то время был ещё начинающим голкипером. Перед одной из тренировок Келли облачился во вратарскую амуницию Бирна и всю тренировку провёл в воротах команды. Главный тренер «Лидса» Дэвид О’Лири включился в розыгрыш и, как будто не заметив подмены, «гонял» Никки всю тренировку по упражнениям полевых игроков, к которым, конечно, вратарь был не готов. Бирн оказался не обидчивым человеком — они быстро сдружились с Гари. После этого каждый забитый гол Келли на занятиях они стали праздновать сценкой, где Никки «чистил» бутсы защитника.
Однажды Келли, из-за травмы не принимавший участие в матче чемпионата Англии, выпросил у администрации «Элланд Роуд» костюм талисмана клуба кота Лукаса, и, одевшись в него, всю игру «заводил» фанатов «Лидса».

## Карьерная статистика

### Клубная статистика
| Клуб                    | Сезон                   | Чемпионат | Чемпионат | Кубок | Кубок | Кубок Лиги | Кубок Лиги | Плей-офф Лиги | Плей-офф Лиги | Еврокубки | Еврокубки | Итого | Итого |
| Клуб                    | Сезон                   | Игры      | Голы      | Игры  | Голы  | Игры       | Голы       | Игры          | Голы          | Игры      | Голы      | Игры  | Голы  |
| ----------------------- | ----------------------- | --------- | --------- | ----- | ----- | ---------- | ---------- | ------------- | ------------- | --------- | --------- | ----- | ----- |
| Лидс Юнайтед            | 1991/92                 | 2         | 0         | —     | —     | 1          | 0          | —             | —             | —         | —         | 3     | 0     |
| Лидс Юнайтед            | 1993/94                 | 42        | 0         | 3     | 0     | 2          | 0          | —             | —             | —         | —         | 47    | 0     |
| Лидс Юнайтед            | 1994/95                 | 42        | 0         | 4     | 0     | 2          | 0          | —             | —             | —         | —         | 48    | 0     |
| Лидс Юнайтед            | 1995/96                 | 34        | 0         | 5     | 0     | 8          | 0          | —             | —             | 4         | 0         | 51    | 0     |
| Лидс Юнайтед            | 1996/97                 | 36        | 2         | 4     | 0     | 3          | 0          | —             | —             | —         | —         | 43    | 2     |
| Лидс Юнайтед            | 1997/98                 | 34        | 0         | 4     | 0     | 3          | 0          | —             | —             | —         | —         | 41    | 0     |
| Лидс Юнайтед            | 1999/00                 | 31        | 0         | 3     | 0     | 2          | 0          | —             | —             | 11        | 0         | 47    | 0     |
| Лидс Юнайтед            | 2000/01                 | 24        | 0         | 1     | 0     | 1          | 0          | —             | —             | 12        | 0         | 38    | 0     |
| Лидс Юнайтед            | 2001/02                 | 20        | 0         | 1     | 0     | 1          | 0          | —             | —             | 3         | 0         | 25    | 0     |
| Лидс Юнайтед            | 2002/03                 | 25        | 0         | 4     | 1     | —          | —          | —             | —             | 6         | 0         | 35    | 1     |
| Лидс Юнайтед            | 2003/04                 | 37        | 0         | —     | —     | 2          | 0          | —             | —             | —         | —         | 39    | 0     |
| Лидс Юнайтед            | 2004/05                 | 43        | 0         | 1     | 0     | 3          | 0          | —             | —             | —         | —         | 47    | 0     |
| Лидс Юнайтед            | 2005/06                 | 44        | 0         | 2     | 1     | —          | —          | 3             | 0             | —         | —         | 49    | 1     |
| Лидс Юнайтед            | 2006/07                 | 16        | 0         | —     | —     | 2          | 0          | —             | —             | —         | —         | 18    | 0     |
| Всего за «Лидс Юнайтед» | Всего за «Лидс Юнайтед» | 430       | 2         | 32    | 2     | 30         | 0          | 3             | 0             | 36        | 0         | 531   | 4     |
| Всего за карьеру        | Всего за карьеру        | 430       | 2         | 32    | 2     | 30         | 0          | 3             | 0             | 36        | 0         | 531   | 4     |

### Матчи и голы за сборную Ирландии
| №  | Дата             | Место                                                           | Оппонент          | Счёт | Голы Келли | Соревнование                                                    |
| 1  | 23 марта 1994    | «Лэнсдаун Роуд», Дублин, Ирландия                               | Россия            | 0:0  | —          | Товарищеский матч                                               |
| 2  | 20 апреля 1994   | Стадион короля Виллема II, Тилбург, Нидерланды                  | Нидерланды        | 1:0  | —          | Товарищеский матч                                               |
| 3  | 24 мая 1994      | «Лэнсдаун Роуд», Дублин, Ирландия                               | Боливия           | 1:0  | —          | Товарищеский матч                                               |
| 4  | 29 мая 1994      | «Нидерсашенштадион», Ганновер, Германия                         | Германия          | 2:0  | 1          | Товарищеский матч                                               |
| 5  | 5 июня 1994      | «Лэнсдаун Роуд», Дублин, Ирландия                               | Чехия             | 1:3  | —          | Товарищеский матч                                               |
| 6  | 28 июня 1994     | «Лэнсдаун Роуд», Дублин, Ирландия                               | Норвегия          | 0:0  | —          | Чемпионат мира по футболу 1994 (финальные игры, групповой этап) |
| 7  | 4 июля 1994      | «Лэнсдаун Роуд», Дублин, Ирландия                               | Нидерланды        | 0:2  | —          | Чемпионат мира по футболу 1994 (финальные игры, 1/8 финала)     |
| 8  | 7 сентября 1994  | «Даугава», Рига, Латвия                                         | Латвия            | 3:0  | —          | Отборочный матч чемпионата Европы по футболу 1996               |
| 9  | 12 октября 1994  | «Лэнсдаун Роуд», Дублин, Ирландия                               | Лихтенштейн       | 4:0  | —          | Отборочный матч чемпионата Европы по футболу 1996               |
| 10 | 16 ноября 1994   | «Уиндзор Парк», Белфаст, Северная Ирландия                      | Северная Ирландия | 4:0  | —          | Отборочный матч чемпионата Европы по футболу 1996               |
| 11 | 29 марта 1995    | «Лэнсдаун Роуд», Дублин, Ирландия                               | Северная Ирландия | 1:1  | —          | Отборочный матч чемпионата Европы по футболу 1996               |
| 12 | 26 апреля 1995   | «Лэнсдаун Роуд», Дублин, Ирландия                               | Португалия        | 1:0  | —          | Отборочный матч чемпионата Европы по футболу 1996               |
| 13 | 3 июня 1995      | «Шпортпарк Эшен-Маурен», Эшен, Лихтенштейн                      | Лихтенштейн       | 0:0  | —          | Отборочный матч чемпионата Европы по футболу 1996               |
| 14 | 11 июня 1995     | «Лэнсдаун Роуд», Дублин, Ирландия                               | Австрия           | 1:3  | —          | Отборочный матч чемпионата Европы по футболу 1996               |
| 15 | 6 сентября 1995  | «Эрнст Хаппель», Вена, Австрия                                  | Австрия           | 1:3  | —          | Отборочный матч чемпионата Европы по футболу 1996               |
| 16 | 11 октября 1995  | «Лэнсдаун Роуд», Дублин, Ирландия                               | Латвия            | 2:1  | —          | Отборочный матч чемпионата Европы по футболу 1996               |
| 17 | 15 ноября 1995   | «Да Луж», Лиссабон, Португалия                                  | Португалия        | 0:3  | —          | Отборочный матч чемпионата Европы по футболу 1996               |
| 18 | 13 декабря 1995  | «Энфилд», Ливерпуль, Англия                                     | Нидерланды        | 0:2  | —          | Отборочный матч чемпионата Европы по футболу 1996               |
| 19 | 11 февраля 1997  | «Ниниан Парк», Кардифф, Уэльс                                   | Уэльс             | 0:0  | —          | Товарищеский матч                                               |
| 20 | 30 апреля 1997   | «Генча», Бухарест, Румыния                                      | Румыния           | 0:1  | —          | Отборочный матч чемпионата мира по футболу 1998                 |
| 21 | 21 мая 1997      | «Лэнсдаун Роуд», Дублин, Ирландия                               | Лихтенштейн       | 5:0  | —          | Отборочный матч чемпионата мира по футболу 1998                 |
| 22 | 6 сентября 1997  | «Лаугардалсвёллур», Рейкьявик, Исландия                         | Исландия          | 4:2  | —          | Отборочный матч чемпионата мира по футболу 1998                 |
| 23 | 10 сентября 1997 | «Жальгирис», Вильнюс, Литва                                     | Литва             | 2:1  | —          | Отборочный матч чемпионата мира по футболу 1998                 |
| 24 | 29 октября 1997  | «Лэнсдаун Роуд», Дублин, Ирландия                               | Бельгия           | 1:1  | —          | Отборочный матч чемпионата мира по футболу 1998 (стыковые игры) |
| 25 | 15 ноября 1997   | Стадион короля Бодуэна, Брюссель, Бельгия                       | Бельгия           | 1:2  | —          | Отборочный матч чемпионата мира по футболу 1998 (стыковые игры) |
| 26 | 25 марта 1998    | «Андрюв», Оломоуц, Чехия                                        | Чехия             | 1:2  | —          | Товарищеский матч                                               |
| 27 | 22 апреля 1998   | «Лэнсдаун Роуд», Дублин, Ирландия                               | Аргентина         | 0:2  | —          | Товарищеский матч                                               |
| 28 | 23 мая 1998      | «Лэнсдаун Роуд», Дублин, Ирландия                               | Мексика           | 0:0  | —          | Товарищеский матч                                               |
| 29 | 4 сентября 1999  | «Максимир», Загреб, Хорватия                                    | Хорватия          | 0:1  | —          | Отборочный матч чемпионата Европы по футболу 2000               |
| 30 | 9 октября 1999   | Национальный стадион Филиппа II Македонского, Скопье, Македония | Македония         | 1:1  | —          | Отборочный матч чемпионата Европы по футболу 2000               |
| 31 | 23 февраля 2000  | «Лэнсдаун Роуд», Дублин, Ирландия                               | Чехия             | 3:2  | —          | Товарищеский матч                                               |
| 32 | 2 сентября 2000  | «Амстердам АренА», Амстердам, Нидерланды                        | Нидерланды        | 2:2  | —          | Отборочный матч чемпионата мира по футболу 2002                 |
| 33 | 15 ноября 2000   | «Лэнсдаун Роуд», Дублин, Ирландия                               | Финляндия         | 3:0  | —          | Товарищеский матч                                               |
| 34 | 24 марта 2001    | «Нео ГСП», Никосия, Кипр                                        | Кипр              | 4:0  | 1          | Отборочный матч чемпионата мира по футболу 2002                 |
| 35 | 28 марта 2001    | «Мини Эстади», Барселона, Испания                               | Андорра           | 3:0  | —          | Отборочный матч чемпионата мира по футболу 2002                 |
| 36 | 25 апреля 2001   | «Лэнсдаун Роуд», Дублин, Ирландия                               | Андорра           | 3:1  | —          | Отборочный матч чемпионата мира по футболу 2002                 |
| 37 | 2 июня 2001      | «Лэнсдаун Роуд», Дублин, Ирландия                               | Португалия        | 1:1  | —          | Отборочный матч чемпионата мира по футболу 2002                 |
| 38 | 6 июня 2001      | «А. Ле Кок Арена», Таллин, Эстония                              | Эстония           | 2:0  | —          | Отборочный матч чемпионата мира по футболу 2002                 |
| 39 | 15 августа 2001  | «Лэнсдаун Роуд», Дублин, Ирландия                               | Хорватия          | 2:2  | —          | Товарищеский матч                                               |
| 40 | 1 сентября 2001  | «Лэнсдаун Роуд», Дублин, Ирландия                               | Нидерланды        | 1:0  | —          | Отборочный матч чемпионата мира по футболу 2002                 |
| 41 | 10 ноября 2001   | «Лэнсдаун Роуд», Дублин, Ирландия                               | Иран              | 2:0  | —          | Отборочный матч чемпионата мира по футболу 2002 (стыковые игры) |
| 42 | 15 ноября 2001   | «Азади», Тегеран, Иран                                          | Иран              | 0:1  | —          | Отборочный матч чемпионата мира по футболу 2002 (стыковые игры) |
| 43 | 13 февраля 2002  | «Лэнсдаун Роуд», Дублин, Ирландия                               | Россия            | 2:0  | —          | Товарищеский матч                                               |
| 44 | 27 марта 2002    | «Лэнсдаун Роуд», Дублин, Ирландия                               | Дания             | 3:0  | —          | Товарищеский матч                                               |
| 45 | 17 апреля 2002   | «Лэнсдаун Роуд», Дублин, Ирландия                               | США               | 2:1  | —          | Товарищеский матч                                               |
| 46 | 16 мая 2002      | «Лэнсдаун Роуд», Дублин, Ирландия                               | Нигерия           | 1:2  | —          | Товарищеский матч                                               |
| 47 | 1 июня 2002      | «Ниигата», Ниигата, Япония                                      | Камерун           | 1:1  | —          | Чемпионат мира по футболу 2002 (финальные игры, групповой этап) |
| 48 | 5 июня 2002      | «Кашима», Кашима, Япония                                        | Германия          | 1:1  | —          | Чемпионат мира по футболу 2002 (финальные игры, групповой этап) |
| 49 | 11 июня 2002     | Международный стадион Иокогамы, Иокогама, Япония                | Саудовская Аравия | 3:0  | —          | Чемпионат мира по футболу 2002 (финальные игры, групповой этап) |
| 50 | 16 июня 2002     | «Сувон Уорлд Кап Стэдиум», Сувон, Южная Корея                   | Испания           | 1:1  | —          | Чемпионат мира по футболу 2002 (финальные игры, 1/8 финала)     |
| 51 | 21 августа 2002  | Олимпийский стадион, Хельсинки, Финляндия                       | Финляндия         | 3:0  | —          | Товарищеский матч                                               |
| 52 | 16 октября 2002  | «Лэнсдаун Роуд», Дублин, Ирландия                               | Швейцария         | 1:2  | —          | Отборочный матч чемпионата Европы по футболу 2004               |

Итого: 52 матча / 2 гола; 24 победы, 14 ничьих, 14 поражений.

#### Сводная статистика игр/голов за сборную
| Сборная          | Год              | Отборочные матчи ЧМ | Отборочные матчи ЧМ | Финальные матчи ЧМ | Финальные матчи ЧМ | Отборочные матчи ЧЕ | Отборочные матчи ЧЕ | Финальные матчи ЧЕ | Финальные матчи ЧЕ | Товарищеские матчи | Товарищеские матчи | Итого | Итого |
| Сборная          | Год              | Игры                | Голы                | Игры               | Голы               | Игры                | Голы                | Игры               | Голы               | Игры               | Голы               | Игры  | Голы  |
| ---------------- | ---------------- | ------------------- | ------------------- | ------------------ | ------------------ | ------------------- | ------------------- | ------------------ | ------------------ | ------------------ | ------------------ | ----- | ----- |
| Ирландия         | 1994             | —                   | —                   | 2                  | 0                  | 3                   | 0                   | —                  | —                  | 5                  | 1                  | 10    | 1     |
| Ирландия         | 1995             | —                   | —                   | —                  | —                  | 8                   | 0                   | —                  | —                  | —                  | —                  | 8     | 0     |
| Ирландия         | 1997             | 6                   | 0                   | —                  | —                  | —                   | —                   | —                  | —                  | 1                  | 0                  | 7     | 0     |
| Ирландия         | 1998             | —                   | —                   | —                  | —                  | —                   | —                   | —                  | —                  | 3                  | 0                  | 3     | 0     |
| Ирландия         | 1999             | —                   | —                   | —                  | —                  | 2                   | 0                   | —                  | —                  | —                  | —                  | 2     | 0     |
| Ирландия         | 2000             | 1                   | 0                   | —                  | —                  | —                   | —                   | —                  | —                  | 2                  | 0                  | 3     | 0     |
| Ирландия         | 2001             | 8                   | 1                   | —                  | —                  | —                   | —                   | —                  | —                  | 1                  | 0                  | 9     | 1     |
| Ирландия         | 2002             | —                   | —                   | 4                  | 0                  | 1                   | 0                   | —                  | —                  | 5                  | 0                  | 10    | 0     |
| Всего за карьеру | Всего за карьеру | 15                  | 1                   | 6                  | 0                  | 14                  | 0                   | 0                  | 0                  | 17                 | 1                  | 52    | 2     |

## Достижения
«Лидс Юнайтед»
- Чемпион Первого дивизиона Футбольной лиги Англии: 1991/92
- Финалист Кубка Футбольной лиги: 1995/96